# 1945 na ciência

## Eventos
- 16 de julho – Teste da primeira Bomba Atómica.
- Isolamento do elemento químico Promécio[1]

## Nascimentos
| Data            | Nome                        | Profissão                       | Nacionalidade                         | Observações | Ref                           |
| --------------- | --------------------------- | ------------------------------- | ------------------------------------- | --- | ----------------------------- |
| 4 de janeiro    | Richard Schrock             | químico                         | Estados Unidos                        | Nobel da Química 2005 | [ 2 ]                         |
| 20 de fevereiro | George Fitzgerald Smoot III | astrofísico e cosmólogo         | Estados Unidos                        | Nobel da Física 2006 | [ 3 ]                         |
| 13 de março     | Anatoli Fomenko             | matemático                      | União Soviética                       | |                               |
| 30 de março     | Ronald Mallett              | físico                          | Estados Unidos                        | |                               |
| 31 de março     | Edwin Catmull               | cientista de computação         | Estados Unidos                        | |                               |
| 24 de abril     | Larry Tesler                | cientista                       | Estados Unidos                        | |                               |
| 15 de maio      | Gilberto Velho              | antropólogo                     | Brasil                                | m. 2012 |                               |
| 27 de junho     | Edmund Clarke               | cientista de computação         | Estados Unidos                        | Prémio Turing 2007 | [ 4 ]                         |
| 22 de julho     | Philip Cohen                | bioquímico                      | Reino Unido da Grã-Bretanha e Irlanda | Medalha Colworth 1977 Prémio Van Gysel 1992 Prémio Louis-Jeantet de Medicina 1997 Prémio Debrecen de Medicina Molecular 2004 Medalha Real 2008 Albert Einstein World Award of Science 2014 | [ 5 ] [ 6 ] [ 7 ] [ 8 ] [ 9 ] |
| 22 de julho     | Adele Goldberg              | cientista de computação         | Estados Unidos                        | |                               |
| 1 de agosto     | Douglas Dean Osheroff       | físico                          | Estados Unidos                        | Nobel da Física 1996 | [ 3 ]                         |
| 28 de agosto    | Bill Unruh                  | físico                          | Canadá                                | Medalha Memorial Rutherford 1982 | [ 10 ]                        |
| 2 de outubro    | Martin Hellman              | criptógrafo                     | Estados Unidos                        | |                               |
| 31 de dezembro  | Leonard Adleman             | informático e biólogo molecular | Estados Unidos                        | Prémio Turing 2002 | [ 4 ]                         |
| ??              | James Clifford              | antropólogo                     | Estados Unidos                        | |                               |

## Mortes
| Data           | Nome                           | Profissão                        | Nacionalidade                         | Observações                                                         | Ref                |
| -------------- | ------------------------------ | -------------------------------- | ------------------------------------- | ------------------------------------------------------------------- | ------------------ |
| 15 de janeiro  | Wilhelm Wirtinger              | matemático                       | Império Austríaco                     | n. 1865 Medalha Sylvester 1907                                      | [ 11 ]             |
| 31 de março    | Hans Fischer                   | químico e médico                 | Império Alemão                        | n. 1881 Nobel da Química 1930 Medalha Davy 1937                     | [ 2 ] [ 12 ]       |
| 18 de abril    | John Ambrose Fleming           | físico e engenheiro eletrônico   | Reino Unido da Grã-Bretanha e Irlanda | n. 1849 Medalha Hughes 1910                                         | [ 13 ]             |
| 20 de maio     | Alexander Yevgenyevich Fersman | geoquímico e mineralogista       | Império Russo                         | n. 1883 Medalha Wollaston 1943 Prémio Lenin 1929 Prémio Stalin 1942 | [ 14 ]             |
| 19 de junho    | Stefan Mazurkiewicz            | matemático                       | Império Russo (Polónia)               | n. 1888                                                             |                    |
| 28 de junho    | Gustav Angenheister            | geofísico                        | Império Alemão                        | n. 1878                                                             |                    |
| 12 de julho    | Boris Galerkin                 | engenheiro e matemático          | Império Russo                         | n. 1871                                                             |                    |
| 29 de julho    | Henry Burrell                  | naturalista                      | Reino Unido (Austrália)               | n. 1873                                                             |                    |
| 10 de agosto   | Robert H. Goddard              | engenheiro e físico experimental | Estados Unidos                        | n. 1882                                                             |                    |
| 31 de agosto   | Stefan Banach                  | matemático                       | Império Austro-Húngaro (Polónia)      | n.1892                                                              |                    |
| 24 de setembro | Hans Geiger                    | físico                           | Império Alemão                        | n. 1882 Medalha Hughes 1929                                         | [ 13 ]             |
| 26 de outubro  | Alexei Krylov                  | matemático e engenheiro naval    | Império Russo                         | n. 1863                                                             |                    |
| 18 de novembro | Jacob Tamarkin                 | matemático                       | Império Russo                         | n. 1888                                                             |                    |
| 20 de novembro | Francis William Aston          | químico                          | Reino Unido da Grã-Bretanha e Irlanda | n. 1877 Nobel da Química 1922 Medalha Hughes 1922 Medalha Real 1938 | [ 2 ] [ 13 ] [ 8 ] |
| 11 de dezembro | Charles Fabry                  | físico                           | França                                | n. 1867 Medalha Rumford 1918                                        | [ 15 ]             |
| 12 de dezembro | Charles Lepierre               | químico                          | França                                | n. 1867                                                             |                    |

## Prémios

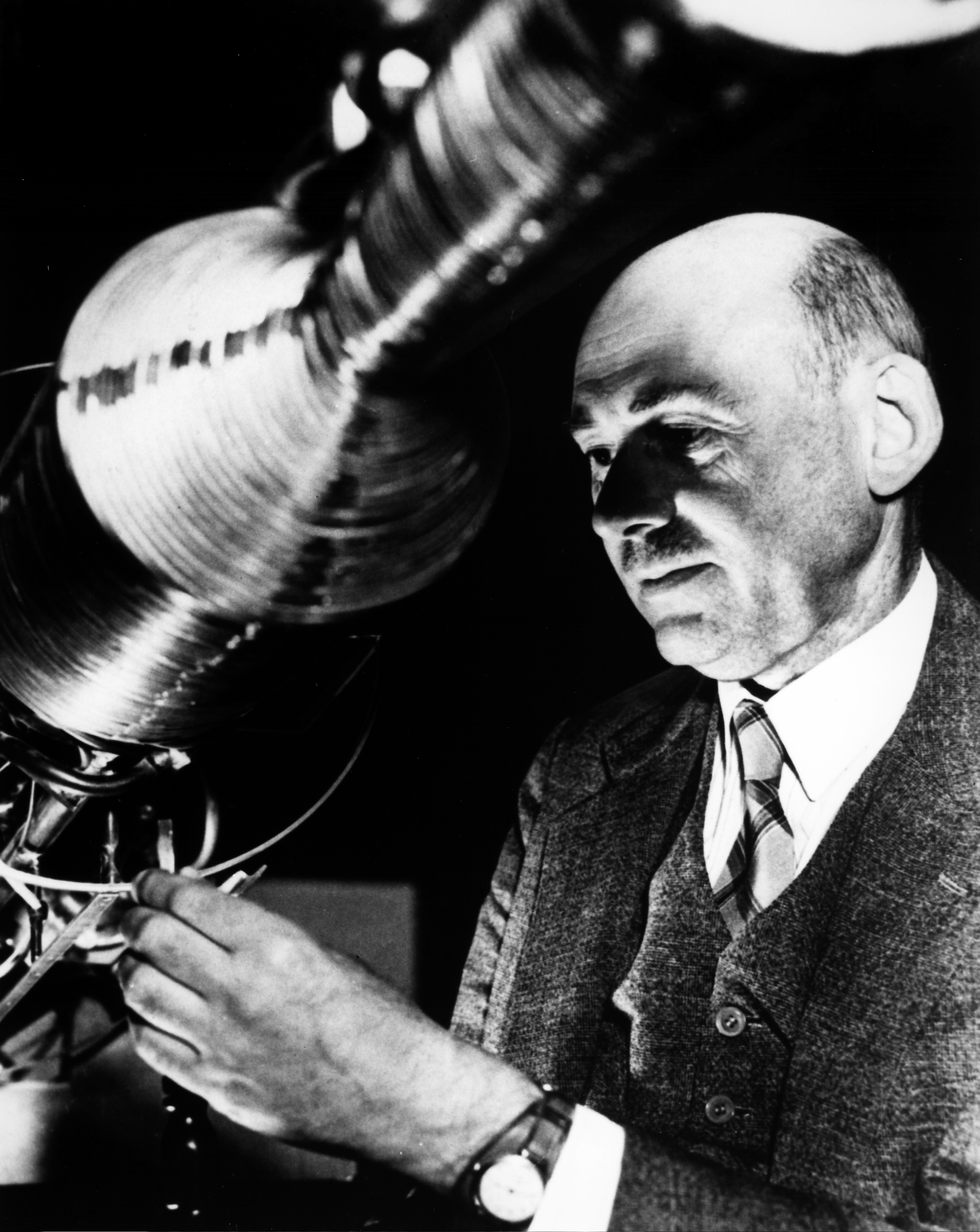
Robert H. Goddard
(1882 - 1945)

Medalha Bigsby
- Lawrence Rickard Wager[16]

Medalha Bruce
- E. Arthur Milne[17]

Medalha Centenário de David Livingstone
- Isaiah Bowman[18]

Medalha Clarke
- William Noel Benson[19]

Medalha Copley
- Oswald Avery[20]

Medalha Daniel Giraud Elliot
- Sewall Wright[21]

Medalha Davy
- Robert Adams[12]

Medalha Edison IEEE
- Philip Sporn[22]

Medalha Elliott Cresson
- Stanford Caldwell Hooper[23]

Medalha Flavelle
- Robert Thomson[24]

Medalha Franklin
- Harlow Shapley[25]

Medalha Guy de ouro
- Major Greenwood[26]

Medalha Guy de prata
- M.G. Kendall[27]

Medalha Hughes
- Basil Schonland[13]

Medalha Real
- Botânica - Edward James Salisbury[8]
- Cristalografia - John Desmond Bernal[8]

Prémio Nobel
- Física - Wolfgang Pauli.[3]
- Química - Artturi Ilmari Virtanen.[2]
- Medicina - Alexander Fleming,[28] Ernst Boris Chain,[28] Howard Walter Florey.[28]